# Дейвид Ууд
Дейвид Ууд (на английски: David Wood) е американски писател на произведения в жанра трилър, приключенски роман и научна фантастика. Пише фентъзи под псевдонима Дейвид Дебърд (David Debord).

## Биография и творчество
Дейвид Ууд е роден на 2 септември 1967 г. в САЩ. Завършва през 1994 г. с бакалавърска степен университета на Джорджия и през 2009 г. с магистърска степен по научни програми университета Уолдън. Бил е учител в средно училище в района на Атланта.
Първият му роман „Dourado“ от поредицата екшън-трилъри „Дейн Мадок“ е издаден през 2006 г. В романите от поредицата главният герой, бившият тюлен от Военноморските сили и настоящ иманяр Дейн Мадок, издирва библейски артефакти, исторически градове и загубени съкровища, разгадавайки мистерии и убийства, като сам или с партньорите си трябва да спасява собствения си живот от конкурентите и враговете си. Поредицата бестселъри има няколко продължения, в които отделните книги са написани в съавторство с други автори.
Част от героите му в поредицата „Дейн Мадок“ – Боунс Боунбрейк, Джейд Ихара – са главни герои в следващите му поредици.
Той е Член е на Асоциацията на международните писатели на трилъри. Носител е на втори черен колан в таекуон-до.
Дейвид Ууд живее със семейството си в Санта Фе.

## Произведения

### Като Дейвид Ууд

#### Самостоятелни романи
- Into the Woods (2009)
- You Suck (2012)
- Dark Rite (2013) – с Алън Бакстър
- Arena of Souls (2014)

#### Серия „Дейн Мадок“ (Dane Maddock)
1. Dourado (2006)
2. Cibola (2009)
3. Quest (2011)
4. Icefall (2011)
5. Buccaneer (2012)
6. Atlantis (2013)
7. Ark (2015)
8. Xibalba (2017)
Шибалба, изд.: ИК „Бард“, София (2018), прев. Асен Георгиев
9. Loch (2017)
10. Solomon Key (2017)
11. Contest (2019)
12. Blue Descent (2019)

към поредицата „Дейн Мадок“ има допълнително няколко поредици в съавторство с различни писатели
- Dane Maddock Origins – с Шон Суини, Шон Елис, Рик Чеслър, Стивън Савиле и Едуард Талбот
- Dane Maddock Universe – с Мат Джеймс, Шон Елис, С. Б. Матсон, Стивън Джон, Тери Ерин, Едуард Талбот, Рик Чеслър и Ашли Найт
- Dane Maddock Destination Adventure – с Шон Елис
- Dane Maddock Elementals – с Шон Елис

#### Серия „Приказки от апокалипсиса“ (Apocalypse Tales)
1. The Zombie-Driven Life (2011)
2. Aqua Zombie (2013)

#### Серия „Ловец“ (Hunter)
1. Legend (2012)
2. Hunter (2015)
3. Guardian (2016)

#### Серия „Приключенията на Джейд Ихара“ (Jade Ihara Adventure)– с Шон Елис
1. Oracle (2014)
2. Changeling (2015)
3. Exile (2017)

#### Серия „Боунс Боунбрейк“ (Bones Bonebrake)
1. Primitive (2015)
2. The Book of Bones (2016)
3. Skin and Bones (2018)

#### Серия „Приключенията на Джейк Кроули“ (Jake Crowley Adventures) – сАлън Бакстър
1. Blood Codex (2016)
2. Anubis Key (2017)
3. Revenant (2019)

#### Участие в общи серии с други писатели

##### Серия „Отбор по шахмат“ (Chess Team)
2. Callsign: Queen (2011) – с Джеръми Робинсън
от серията има още 7 романа от различни автори

#### Новели
- George's Marvellous Medicine (2010) – с Роалд Дал
- Balance (2011)
- Tom's Midnight Garden (2015) – с Филипа Пиърс
- Lost Island (2019)

### Като Дейвид Дебърд

#### Самостоятелни романи
- The Impostor Prince (2015) – с Райън Спен

#### Серия „Отсъстващи богове“ (Absent Gods)
1. The Silver Serpent (2007)
2. Keeper of the Mists (2010)
3. The Gates of Iron (2015)